# Rotterdam Open 2021 - Doppio
Il doppio del Rotterdam Open 2021 è stato un torneo di tennis facente parte dell'ATP Tour 2021.
Pierre-Hugues Herbert era il detentore del titolo conquistato nell'edizione precedente, ma questa volta in coppia con Jan-Lennard Struff, mentre Nicolas Mahut ha deciso di non partecipare.
Il torneo è stato vinto da Nikola Mektić e Mate Pavić, che hanno sconfitto in finale Kevin Krawietz e Horia Tecău con il punteggio di 7-6(7), 6-2.

## Teste di serie
1. Juan Sebastián Cabal /  Robert Farah (primo turno)
2. Nikola Mektić /  Mate Pavić (vincitori)

1. Wesley Koolhof /  Łukasz Kubot (secondo turno)
2. Marcelo Melo /  Jean-Julien Rojer (primo turno)

## Wildcard
1. Robin Haase /  Matwé Middelkoop (primo turno)

1. Petros Tsitsipas /  Stefanos Tsitsipas (secondo turno)

## Qualificati
1. Sander Arends /  David Pel (primo turno)

## Tabellone

### Legenda
| - Q = Qualificato - WC = Wild card - LL = Lucky loser | - ALT = Alternate - SE = Special Exempt - PR = Protected Ranking | - w/o = Walkover - r = Ritirato - d = Squalificato |

### Parte finale
|  | Primo turno | Primo turno                 | Primo turno             | Primo turno | Primo turno |  |  | Quarti di finale | Quarti di finale            | Quarti di finale            | Quarti di finale   | Quarti di finale |     |      | Semifinali | Semifinali                  | Semifinali                 | Semifinali               | Semifinali               |   |   | Finale | Finale | Finale | Finale | Finale |  |
|  |             |                             |                         |             |             |  |  |                  |                             |                             |                    |                  |     |      |            |                             |                            |                          |                          |   |   |        |        |        |        |        |  |
|  | 1           | JS Cabal R Farah            | 6                       | 3           | [9]         |  |  |                  |                             |                             |                    |                  |     |      |            |                             |                            |                          |                          |   |   |        |        |        |        |        |  |
|  |             | H Kontinen É Roger-Vasselin | 4                       | 6           | [11]        |  |  |                  | H Kontinen É Roger-Vasselin | H Kontinen É Roger-Vasselin | 6                  | 7                |     |      |            |                             |                            |                          |                          |   |   |        |        |        |        |        |  |
|  |             | S Gillé J Vliegen           | S Gillé J Vliegen       | 2           | 3           |  |  | WC               | P Tsitsipas S Tsitsipas     | P Tsitsipas S Tsitsipas     | 2                  | 64               |     |      |            |                             |                            |                          |                          |   |   |        |        |        |        |        |  |
|  | WC          | P Tsitsipas S Tsitsipas     | P Tsitsipas S Tsitsipas | 6           | 6           |  |  |                  |                             |                             |                    |                  |     |      |            | H Kontinen É Roger-Vasselin | 65                         | 7                        | [6]                      |   |   |        |        |        |        |        |  |
|  | 4           | M Melo J-J Rojer            | 3                       | 6           | [9]         |  |  |                  |                             |                             | K Krawietz H Tecău | 7                | 63  | [10] |            |                             |                            |                          |                          |   |   |        |        |        |        |        |  |
|  |             | K Krawietz H Tecău          | 6                       | 3           | [11]        |  |  |                  | K Krawietz H Tecău          | K Krawietz H Tecău          | 6                  | 6                |     |      |            |                             |                            |                          |                          |   |   |        |        |        |        |        |  |
|  |             | D Lajović S Wawrinka        | 1                       | 6           | [2]         |  |  |                  | K Khachanov A Rublev        | K Khachanov A Rublev        | 3                  | 4                |     |      |            |                             |                            |                          |                          |   |   |        |        |        |        |        |  |
|  |             | K Khachanov A Rublev        | 6                       | 3           | [10]        |  |  |                  |                             |                             |                    |                  |     |      |            | Kevin Krawietz Horia Tecău  | Kevin Krawietz Horia Tecău | 67                       | 2                        |   |   |        |        |        |        |        |  |
|  | Q           | S Arends D Pel              | S Arends D Pel          | 4           | 4           |  |  |                  |                             |                             |                    |                  |     |      |            |                             | 2                          | Nikola Mektić Mate Pavić | Nikola Mektić Mate Pavić | 7 | 6 |        |        |        |        |        |  |
|  |             | J Chardy F Martin           | J Chardy F Martin       | 6           | 6           |  |  |                  | J Chardy F Martin           | J Chardy F Martin           | 6                  | 6                |     |      |            |                             |                            |                          |                          |   |   |        |        |        |        |        |  |
|  | PR          | B McLachlan K Nishikori     | 5                       | 6           | [6]         |  |  | 3                | W Koolhof Ł Kubot           | W Koolhof Ł Kubot           | 4                  | 3                |     |      |            |                             |                            |                          |                          |   |   |        |        |        |        |        |  |
|  | 3           | W Koolhof Ł Kubot           | 7                       | 3           | [10]        |  |  |                  |                             |                             |                    |                  |     |      |            | J Chardy F Martin           | 63                         | 7                        | 4                        |   |   |        |        |        |        |        |  |
|  |             | P-H Herbert J-L Struff      | 65                      | 6           | [10]        |  |  |                  |                             | 2                           | N Mektić M Pavić   | 7                | 611 | 6    |            |                             |                            |                          |                          |   |   |        |        |        |        |        |  |
|  |             | F Auger-Aliassime H Hurkacz | 7                       | 3           | [8]         |  |  |                  | P-H Herbert J-L Struff      | 6                           | 3                  | [7]              |     |      |            |                             |                            |                          |                          |   |   |        |        |        |        |        |  |
|  | WC          | R Haase M Middelkoop        | R Haase M Middelkoop    | 2           | 63          |  |  | 2                | N Mektić M Pavić            | 3                           | 6                  | [10]             |     |      |            |                             |                            |                          |                          |   |   |        |        |        |        |        |  |
|  | 2           | N Mektić M Pavić            | N Mektić M Pavić        | 6           | 7           |  |  |                  |                             |                             |                    |                  |     |      |            |                             |                            |                          |                          |   |   |        |        |        |        |        |  |

## Qualificazioni

### Teste di serie
1. Frederik Nielsen /  Tim Pütz (primo turno)

1. Divij Sharan /  Igor Zelenay (ultimo turno)

### Qualificati
1. Sander Arends /  David Pel

### Tabellone
|  | Primo turno | Primo turno                               | Primo turno                               | Primo turno | Primo turno |  |  | Ultimo turno | Ultimo turno              | Ultimo turno              | Ultimo turno | Ultimo turno |  |
|  |             |                                           |                                           |             |             |  |  |              |                           |                           |              |              |  |
|  | 1           | Frederik Nielsen Tim Pütz                 | Frederik Nielsen Tim Pütz                 | 3           | 4           |  |  |              |                           |                           |              |              |  |
|  |             | Sander Arends David Pel                   | Sander Arends David Pel                   | 6           | 6           |  |  |              | Sander Arends David Pel   | Sander Arends David Pel   | 6            | 7            |  |
|  | WC          | Tallon Griekspoor Botic van de Zandschulp | Tallon Griekspoor Botic van de Zandschulp | 2           | 4           |  |  | 2            | Divij Sharan Igor Zelenay | Divij Sharan Igor Zelenay | 3            | 5            |  |
|  | 2           | Divij Sharan Igor Zelenay                 | Divij Sharan Igor Zelenay                 | 6           | 6           |  |  |              |                           |                           |              |              |  |